# 45 Andromedae
45' Andromedae' este o stea din constelația Andromeda.